# طرح‌های حجاب و عفاف
طرح‌های حجاب و عفاف، مجموعه‌ای از طرح‌ها یا قوانین در خصوص تحمیل حجاب اجباری در ایران است. در ابتدا شورای عالی انقلاب فرهنگی در سال ۱۳۸۴ طرح «راهبردهای گسترش فرهنگ عفاف» را تصویب کرد که به موجب آن یک سال بعد گشت ارشاد توسط نیروی انتظامی شروع به فعالیت کرد.
به دنبال کشته‌شدن مهسا امینی در بازداشت گشت ارشاد، خیزشی اعتراضاتی در سراسری ایران آغاز شد و زنان در این اعتراضات حجاب اجباری را برداشته و به نشانه اعتراض، روسری‌های خود را در خیابان‌ها و معابر عمومی به آتش کشیدند. در ادامه و با آغاز «جنبش زن، زندگی، آزادی»، برخی از مسئولان حکومتی از پایان کار گشت‌های ارشاد خبر دادند و تحمیل حجاب اجباری در ایران با شیوه‌های دیگری پیگیری شد.

## تاریخچه
طرح توسعه فرهنگ عفاف و حجاب در سال ۱۳۸۲ و در زمان دولت محمد خاتمی به تصویب شورای عالی انقلاب فرهنگی ایران رسید و قرار بود که این طرح در سال ۱۳۸۴ برای اجرا به سازمان‌ها و ادارات ایران ابلاغ شود، اما طرح اجرا نشد و مسکوت ماند. این طرح سال ۱۳۸۴ در شورای عالی انقلاب فرهنگی به ریاست محمود احمدی‌نژاد نیز تأیید شد اما ابلاغ نشد و حسن روحانی نیز در دوره هشت ساله‌اش این مصوبه را ابلاغ نکرد. این طرح در زمان ریاست‌جمهوری سید ابراهیم رئیسی و در سال ۱۴۰۱ برای اجرا ابلاغ شد.

## طرح فروردین ۱۴۰۲ فراجا
پس از خیزشی اعتراضاتی، شمار روزافزونی از زنان در ایران بدون روسری و پوشش مد نظر حکومت در مکان‌های عمومی تردد کردند و تصاویر خود را در شبکه‌های اجتماعی منتشر کردند. در واکنش دور تازه سخت‌گیری‌ها برای اعمال حجاب اجباری، با عنوان «طرح جامع عفاف و حجاب و رفع ناهنجاری‌های اجتماعی»، در فروردین ۱۴۰۲ توسط احمدرضا رادان، فرمانده کل انتظامی جمهوری اسلامی ایران، اعلام شد. بر اساس این طرح افرادی که حجاب اجباری را رعایت نکنند، شناسایی و به دستگاه قضایی معرفی می‌شوند. و پلمپ مجتمع‌های بزرگ تجاری و رفاهی و مراکز خدمات اجتماعی در دستور دستگاه قضایی و ستادهای امر به معروف و نهی منکر قرار گرفت.

## لایحه عفاف و حجاب
لایحه حمایت از فرهنگ عفاف و حجاب، یکی از طرح‌های عفاف و حجاب است. این لایحه پس از تعطیلی گشت ارشاد و در بحبوحه جنبش زن، زندگی، آزادی توسط قوه قضاییه ایران تهیه و در ۹ اردیبهشت ۱۴۰۲ به دولت سید ابراهیم رئیسی ارسال شد. هیئت دولت نیز در ۲۷ اردیبهشت آن را تصویب و به مجلس شورای اسلامی فرستاد. ارسال این لایحه به مجلس شورای اسلامی در شرایطی صورت گرفت که گزارش‌ها از شهرهای کوچک و بزرگ ایران، حاکی از حضور پرتعداد زنان بدون حجاب اجباری در اماکن عمومی و مناطق پرتردد شهری است.

## شهرها
۲ تیر ۱۴۰۲ سازمان تاکسیرانی شهرداری قزوین سوار کردن زنان بی‌حجاب توسط تاکسی‌ها را ممنوع کرد.